# Амударьинский клад

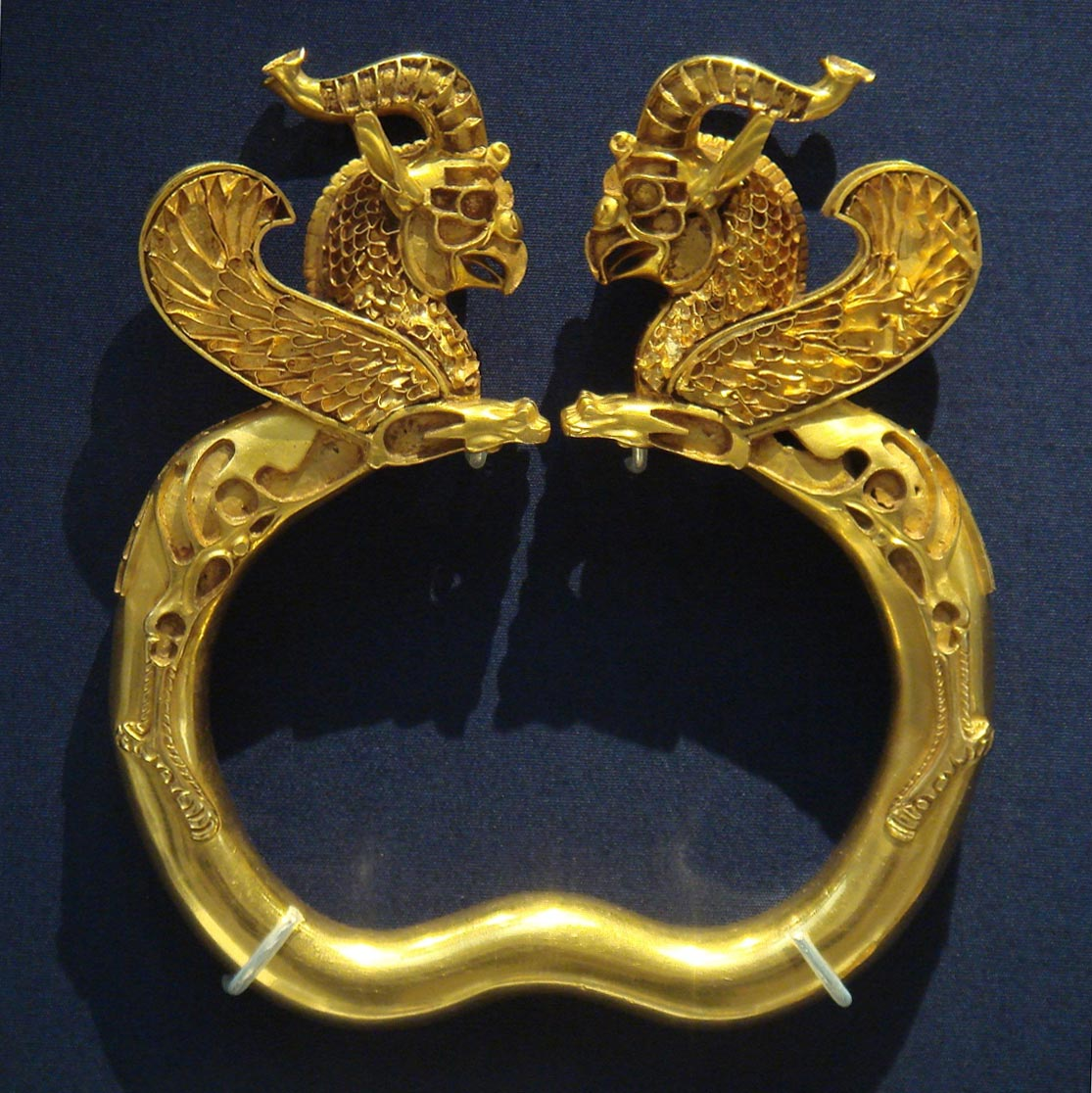
Браслет из амударьинского клада (Британский музей)

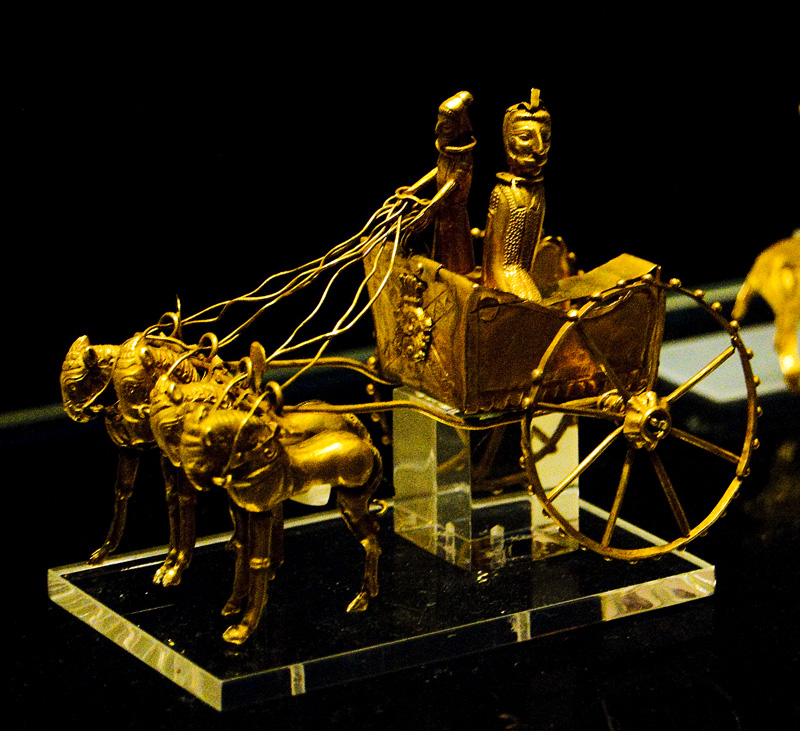
Золотая модель колесницы из амударьинского клада

Амударьи́нский клад (перс. گنجینه آمودریا ‎; англ. Oxus Treasure, букв. сокро́вища О́кса) — коллекция из 170 золотых и серебряных артефактов времён Ахеменидов, найденная в 1877 г. в городище Тахти-Сангин на берегу реки Амударья (древний Окс), в Бухарском эмирате (современный Таджикистан). В основном экспонируется в Британском музее (отдельные экспонаты — в музее Виктории и Альберта). Содержит 1300 монет, сосуды, статуэтки, браслеты, медальоны, плакетки, великолепные геммы.

## История
Точное место находки клада не известно, но предполагается, что он был найден между 1876 и 1880 гг. у истока Амударьи, в древнем городище Тахти Сангин (современный Таджикистан, историческая область Бактрия). Вероятно, происхождение клада связано с храмом бога этой реки, который там находился.  Предположительно в 1877 г. его купил караван купцов. По дороге из Кабула в Пешавар купцов захватили в плен бандиты, которые растащили клад. Вызволил из плена купцов  политический представитель Британской империи в Афганистане — капитан Френсис Чарльз Бертон, который позже помог им вернуть и сам клад. В знак благодарности они продали ему один из двух парных браслетов. Далее купцы направились в Равалпинди, чтобы продать там оставшуюся часть клада.
Большинство предметов из клада было распродано на базарах Британской Индии (в современном Пакистане). Артефакты смог отследить и собрать воедино английский антиквар Огастес Уоллстон Френкс, завещавший своё собрание Британскому музею в 1897 году. Он нарёк клад по древнегреческому названию реки Аму-Дарья — Окс (лат. «Oxus», которое через др.-греч. «Ὄξος» восходит к др.-перс. «vaxšu-») . В настоящее время все предметы находятся в Лондоне, в музее Виктории и Альберта (меньшая часть) и в Британском музее, где коллекция выставлена с июня 2007 года в зале 52.

## Описание артефактов
Клад состоит из миниатюрных моделей повозок с лошадьми, статуэток людей и животных, браслетов, колец, монет, кувшинов, подвесок и личных вещей. Это наиболее известное собрание золотых и серебряных вещей эпохи Ахеменидов. Предметы из клада легли в основу изучения золота Ахеменидов. В них можно проследить традиции персидского и греко-бактрийское искусства, а также скифского «звериного стиля».
Браслеты с головами грифонов являются типичными для придворного стиля Ахеменидского Ирана V—IV вв. до н. э. Браслеты похожей формы можно увидеть на рельефах Персеполя среди предметов, которые посылались в качестве дани. Ксенофонт писал, что браслеты, которые носили на предплечьях, были дарами персидскому двору.
Отдельную группу среди предметов Амударьинского клада составляют около пятидесяти тонких золотых пластин. Размер пластин от 3 до 20 см. На большинстве пластин находятся изображения контуров человеческих фигур. Некоторые фигуры грубо выполнены, что предполагает их местное происхождение или то, что пластины были выполнены непрофессиональным ювелиром. Клад содержал и большое количество золотых и серебряных монет, в частности, монеты Андрагора, личность которого до сих пор является предметом оживлённой научной дискуссии.

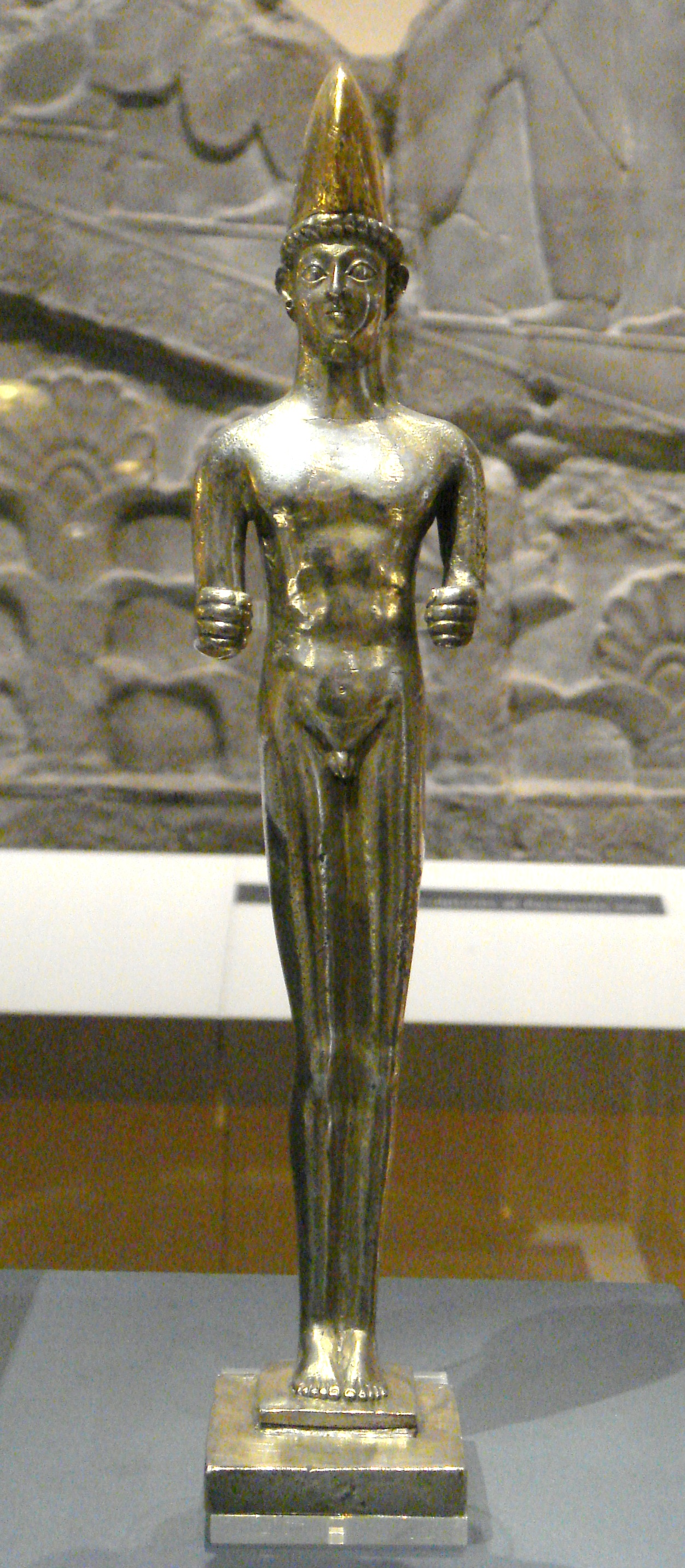
Статуэтка из амударьинского клада (Британский музей)
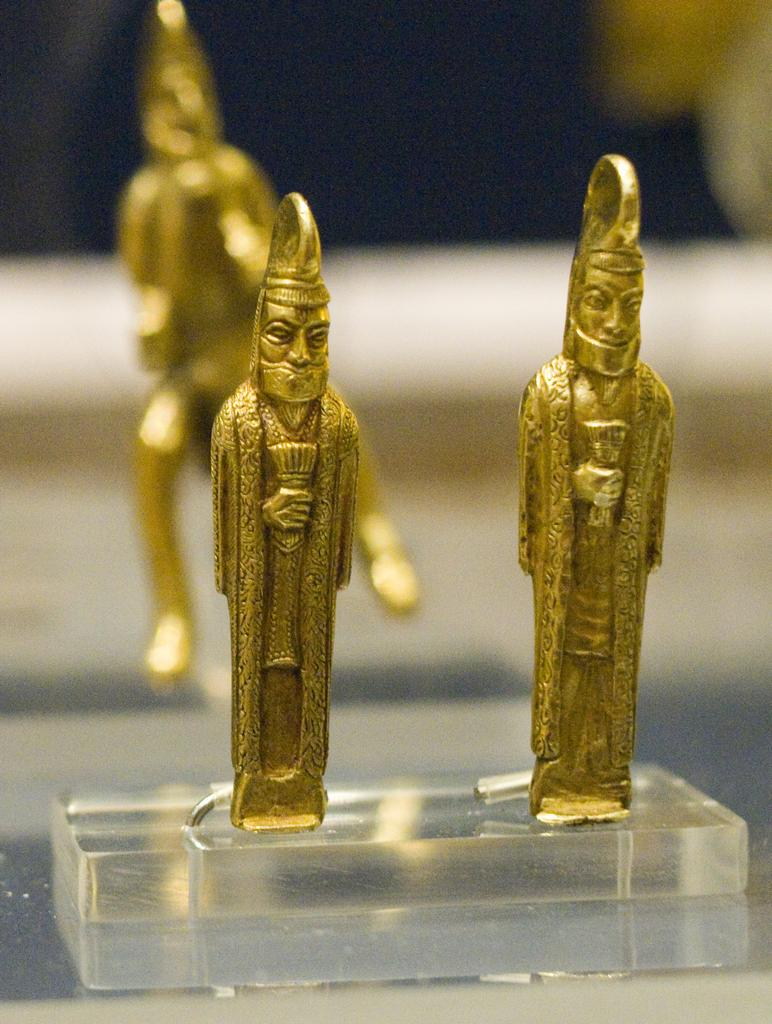
Статуэтки из амударьинского клада (Британский музей)
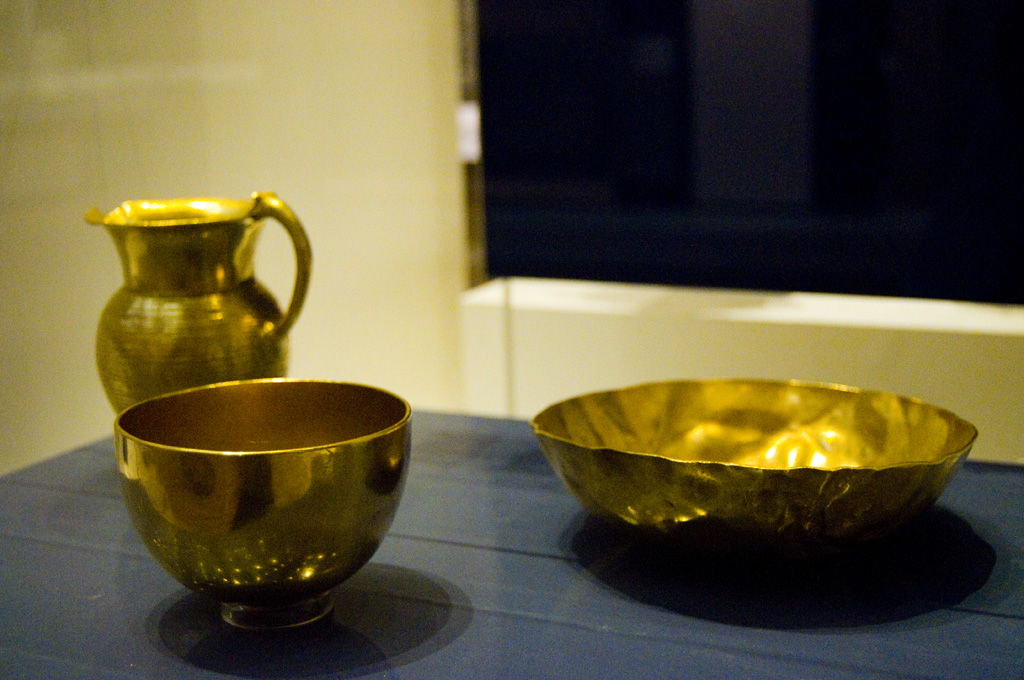
Золотые сосуды из амударьинского клада (Британский музей)
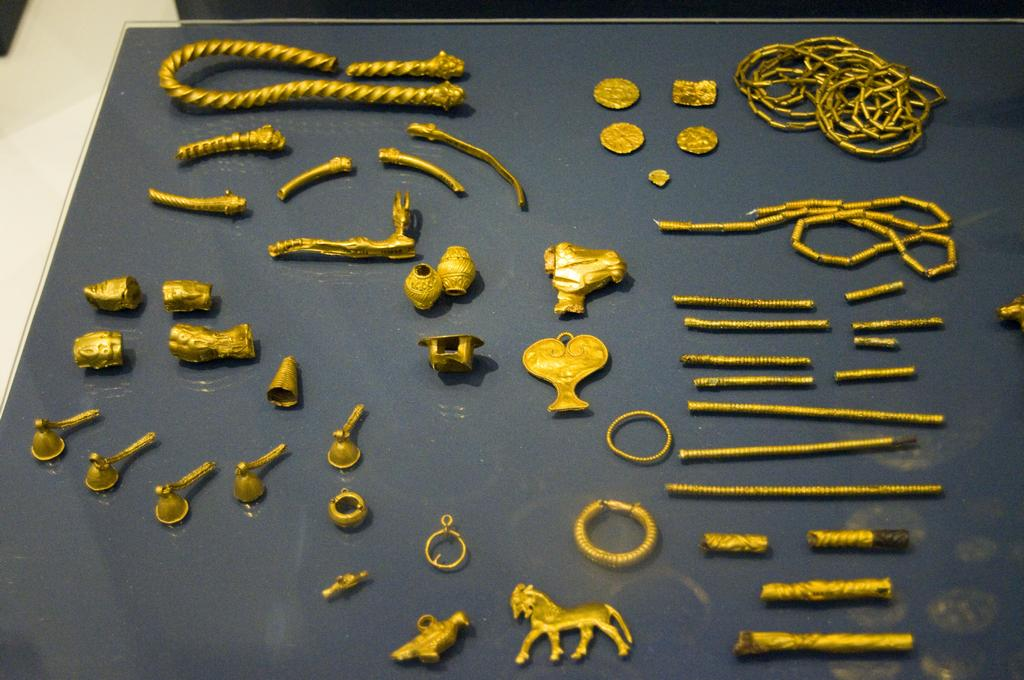
Коллекция золотых предметов из амударьинского клада (Британский музей)
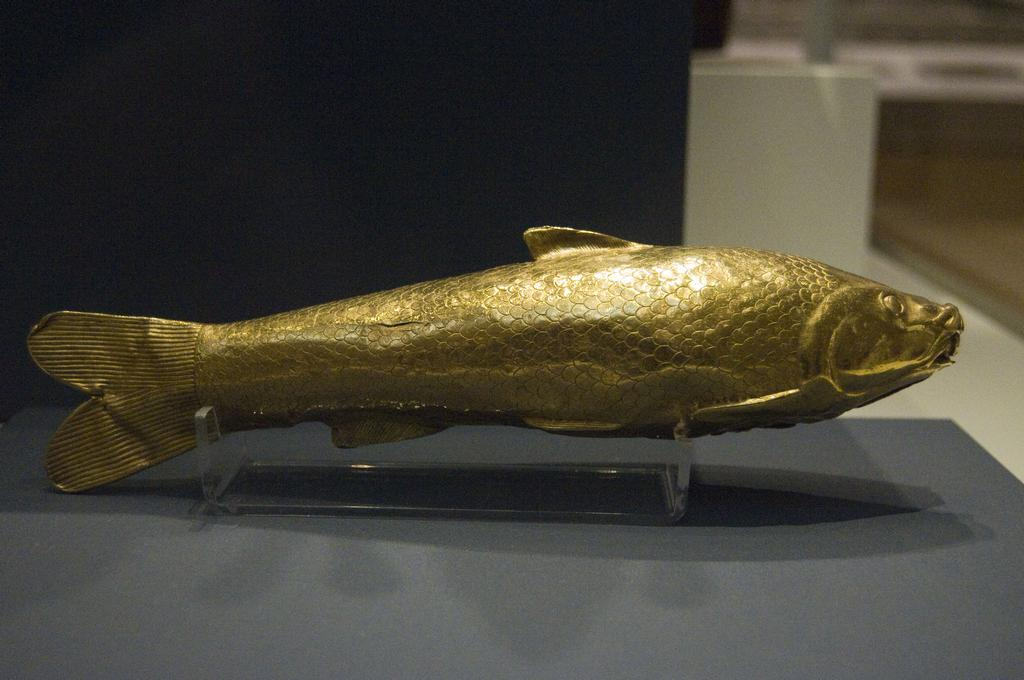
Золотой сосуд в форме рыбы из амударьинского клада

- Браслет
- Золотая голова
- Золотой кувшин
- Лев-грифон
- Золотая пластина
- Золотые ножны
- Серебряная статуэтка
- Серебряная медаль

## Призывы вернуть на родину
В 2007 году президент Таджикистана Эмомали Рахмон  во время посещения городища Тахти Сангин призвал  ученых принять необходимые меры для возвращения в республику предметов из Амударьинского клада. Однако дирекция Британского музея опровергла поступление официального запроса от таджикского правительства относительно возвращения экспонатов.
В 2011 году посол Таджикистана в Великобритании Эркин Касымов заявил, что к 20-летию независимости страны таджикское посольство провело переговоры с администрацией Британского музея о передаче копий наиболее ценных экспонатов Амударьинского клада таджикскому музею. Результатом переговоров стало решение музея изготовить  копии пяти экспонатов и преподнести их в дар Таджикистану в честь 20-летия независимости страны.
Как сообщили в Министерстве иностранных дел Таджикистана в марте 2013 года, глава британского музея передал таджикскому послу 6 артефактов из клада новому таджикскому национальному музею. В октябре 2014 года во время визита в Душанбе Джон Симпсон, заведующий отделом восточных экспонатов Британского музея, касаясь темы возвращении экспонатов, сказал:
Наш музей хранит сокровища Окса с конца XIX века. На протяжении этих лет коллекция была продемонстрирована миллионам посетителей, как в самой Британии, так и во многих странах мира. Что касается Таджикистана, то представители вашей страны не обращались официально к Британии по вопросу возвращения сокровищ Окса. Вместе с тем отмечу, что сокровища Окса являются одним из значимых экспонатов Британского музея, и мы не можем продать или передать эту коллекцию другим странам.